# Miroslav Šugar
Miroslav Šugar (Novi Sad, 29 september 1957) is een Kroatisch voormalig voetballer die speelde als verdediger.

## Carrière
Šugar speelde voor HNK Rijeka, Rode Ster, HNK Šibenik, Waterschei SV Thor en KRC Genk.